# Patrick Joseph Hayes
Pour les articles homonymes, voir Hayes.
Patrick Joseph Hayes, né le 28 novembre 1867 à New York aux États-Unis et mort le 4 septembre 1938 à Monticello dans l'État de New York, est un cardinal américain de l'Église catholique, archevêque de New York de 1919 à sa mort.

## Biographie
Né à New York dans une famille d'origine irlandaise, Patrick Hayes est ordonné prêtre pour l'archidiocèse de New York le 8 septembre 1892. Il poursuit ensuite ses études à l'université catholique d'Amérique à Washington où il obtient une licence en théologie en 1894. De retour à New-York, il assure différentes fonctions, en paroisse et dans les services diocésains. Il est nommé chancelier du diocèse en 1903.
Le 3 juillet 1914, Pie X le nomme évêque titulaire de Thagaste (de) et évêque auxiliaire de New York. Il est nommé vicaire apostolique pour les armées américaines en 1917. Il est le premier à occuper ce poste créé à l'occasion de la Première Guerre mondiale.
À la mort du cardinal John Murphy Farley, il est nommé archevêque de New York le 10 mars 1919. Il est en faveur du National Catholic Welfare Council.
Le pape Pie XI le crée cardinal lors du consistoire du 24 mars 1924.